# Parques Reunidos
Parques Reunidos is een Spaanse multinational die meer dan vijftig attractieparken, dierenparken en andere parken exploiteert, waaronder Slagharen in Nederland, Bobbejaanland in België en Movie Park Germany in Duitsland.
De groep bezit vooral parken in Europa en de Verenigde Staten. In vergelijking met andere pretparkgroepen wordt er door Parques Reunidos weinig geïnvesteerd in hun parken.
Tussen 2004 en 2007 was het Engelse Advent International de eigenaar van Parques Reunidos. In 2007 werd Parques Reunidos eigendom van de in Londen gevestigde firma Candover Partners, welke het in april 2011 bij de net opgerichte dochteronderneming Arle Capital Partners onderbracht. Na mislukte onderhandelingen voor een overname in 2010 en november 2014 werd Parques Reunidos in 2019 voor €630 miljoen overgenomen door Piolin bidCo. Het private equity-bedrijf Piolin bidCo was in 2019 zelf voor iets meer dan de helft eigendom van het Zweedse private equity-bedrijf EQT.
In 2025 werd de Amerikaanse dochteronderneming Palace Entertainment Group verkocht aan Herschend, een Amerikaans familiebedrijf in de business. Hiermee werden de o.a. attractieparken Adventureland, Castle Park, Dutch Wonderland, Idlewild, Kennywood, Lake Compounce, Story Land en waterpark Noah's Ark doorverkocht.

## Lijst van parken

### Attractieparken
| Naam                            | Sinds |
| ------------------------------- | ----- |
| Attractiepark Slagharen         |       |
| Bobbejaanland                   | 2004  |
| BonBon-Land                     |       |
| Mirabilandia                    |       |
| Movie Park Germany              |       |
| Parque de Atracciones de Madrid |       |
| Parque Warner Madrid            |       |
| Tusenfryd                       | 2008  |

### Waterparken
| Naam                               |
| ---------------------------------- |
| Aqua Mexicana                      |
| Aquasplash Antibes                 |
| Aquópolis, Cartaya                 |
| Aquópolis, Costa Daurada           |
| Aquópolis, Cullera                 |
| Aquópolis, Torrevieja              |
| Aquópolis, Villanueva de la Cañada |
| Bø Sommarland                      |
| Mirabeach                          |
| Raging Waters, Sydney              |
| Tropical Islands Resort            |
| Warner Beach, Madrid               |

### Dierenparken
| Naam                          |
| ----------------------------- |
| Blackpool Zoo                 |
| Faunia, Madrid                |
| Selwo Aventura, Costa del Sol |
| Selwo Marina                  |
| Vogelpark Walsrode            |
| Zoo Aquarium Madrid, Madrid   |

### Aquaria
| Naam                                |
| ----------------------------------- |
| Aquarium of the Lakes               |
| Atlantis Aquagrium - Xanadú, Madrid |
| The Oceanarium                      |

### Overige business
| Naam                                          | Business             |
| --------------------------------------------- | -------------------- |
| Soblue Hôtel Antibes                          | Hotel                |
| Nickelodeon Adventure - INTU Lakeside, London | Indoor avonturenpark |
| Teleférico, Benalmádena                       | Kabelbanen           |